# 趙成夏
趙成夏（韓語：조성하，1966年8月8日—），又譯趙成河、趙聖河、趙城何，韩国男演员。

## 出演作品

### 電視劇
- 2003年：MBC《因為一直愛著你》
- 2006年：KBS《黃真伊》
- 2006年：KBS《HDTV 文化館—旗幟》
- 2007年：KBS《Drama City—老乞丐的歌曲》
- 2008年：KBS《大王世宗》飾演 李隨
- 2008年：KBS《妻子和女人》
- 2010年：KBS《推奴》飾演 李在俊
- 2010年：KBS《成均館緋聞》飾演 朝鮮正祖
- 2010年：MBC《欲望的火花》飾演 金英俊
- 2011年：SBS《天堂牧場》飾演 珍英父
- 2011年：MBC《我的公主》飾演 東在父
- 2011年：KBS《浪漫小鎮》飾演 黃龍
- 2011年：SBS《要帥氣的生活》
- 2012年：TV朝鮮《韓半島》 飾演 朴度明
- 2012年：MBC every1《尋找可以做到的自己》
- 2012年：KBS《Drama Special—露宿者的去向》
- 2012年：KBS《世上哪裡都找不到的善良男人》飾演 石民赫
- 2013年：KBS《IRIS 2》飾演 河承鎮
- 2013年：MBC《九家之書》飾演 譚平俊
- 2013年：KBS《王家一家人》飾演 高民鍾
- 2015年：MBC《華政》飾演 康周愃
- 2016年：OCN《鄰家英雄》飾演 任泰浩
- 2016年：tvN《THE K2》飾演 張世俊
- 2017年：OCN《救救我》飾演 白正基
- 2017年：MBC《醫療船》飾演 宋在俊
- 2018年：tvN《百日的郎君》飾演 左相 金車延
- 2019年：tvN《阿斯達年代記》飾演 海米忽
- 2019年：JTBC《花黨：朝鮮婚姻介紹所》飾演 殿下
- 2020年：tvN《Memorist》飾演 李信雄
- 2020年：SBS《飛吧開天龍》飾演 趙基秀
- 2021年：tvN《Navillera》飾演 李武英
- 2021年：SBS《紅天機》飾演 成祖
- 2022年：tvN《獵鑽緝兇》飾演 李昌雨
- 2023年：JTBC《代理公司》飾演 崔昌秀
- 2023年：tvN《青春月譚》飾演 韓中諺
- 2024年：tvN《魅惑之人》飾演 金鐘培
- 2024年：tvN《Player 2》 飾演 崔相浩
- 2025年：SBS《螳螂》 飾演

### 電影
- 2001年：《火山高校》 飾 （韓）國語教師
- 2005年：《羽毛》
- 2006年：《野獸》
- 2006年：《女教授的隱秘魅力》
- 2006年：《整容驚魂》
- 2006年：《強力三班》
- 2007年：《藍色自行車》
- 2009年：《執刑者的告白》
- 2010年：《大醬》
- 2010年：《黃海》飾演 金泰元
- 2011年：《那一夜，青春褪色》
- 2011年：《看不見的愛》飾演 崔室長（特別出演）
- 2011年：《致命一擊》
- 2012年：《火車》飾演 金鐘根
- 2012年：《5百萬美金男子漢》飾演 韓相武
- 2012年：《R2B：Return to Base》飾演 團長（特別出演）
- 2012年：《無情的城市》飾演 錢日浩
- 2013年：《冥王星》飾演 朴班長（友情出演）
- 2013年：《嫌疑者》飾演 金錫浩
- 2013年：《同窗生》飾演 文相哲
- 2015年：《喜馬拉雅》飾演 李東奎
- 2018年：《塔克拉瑪干》飾演 泰植
- 2020年：《猎杀时间（英语：Time to Hunt (film)）》飾演 奉植、奉洙（特別出演）
- 2021年：《大人們不懂》飾演 成夏（特別出演）
- 2022年：《为人民服务》飾演 史團長
- 2022年：《交易完了》飾演 宇哲
- 2022年：《貓頭鷹》飾演

### MV
- 2011年：8eight《摀住了他的嘴巴》

## 奖项与提名
| 年份 | 颁奖典礼                 | 奖项                            | 作品           | 结果 |
| ---- | ------------------------ | ------------------------------- | -------------- | ---- |
| 2011 | 第48届大钟奖             | 最佳男配角奖                    | 《黃海》       | 獲獎 |
| 2011 | KBS演技大奖              | 男子助演奖                      | 《浪漫小鎮》   | 提名 |
| 2012 | 第16届富川国际奇幻电影节 | IT之星                          | 《火車》       | 獲獎 |
| 2012 | 第20届韩国文化演艺大奖   | 电影部门 男子优秀演技奖         | 《火車》       | 獲獎 |
| 2013 | KBS演技大奖              | 长篇电视剧 男子优秀演技奖       | 《王家一家人》 | 獲獎 |
| 2014 | 第50届百想艺术大奖       | 电影部门 最佳男配角奖           | 《嫌疑者》     | 提名 |
| 2021 | SBS演技大奖              | 迷你剧类型及奇幻部门 男子助演奖 | 《紅天機》     | 提名 |

## 外部連結
- 趙成夏的Instagram帳戶
- 趙成夏在NAVER上的资料
- 趙成夏在Daum上的资料